# Biểu tượng Cơ Đốc giáo

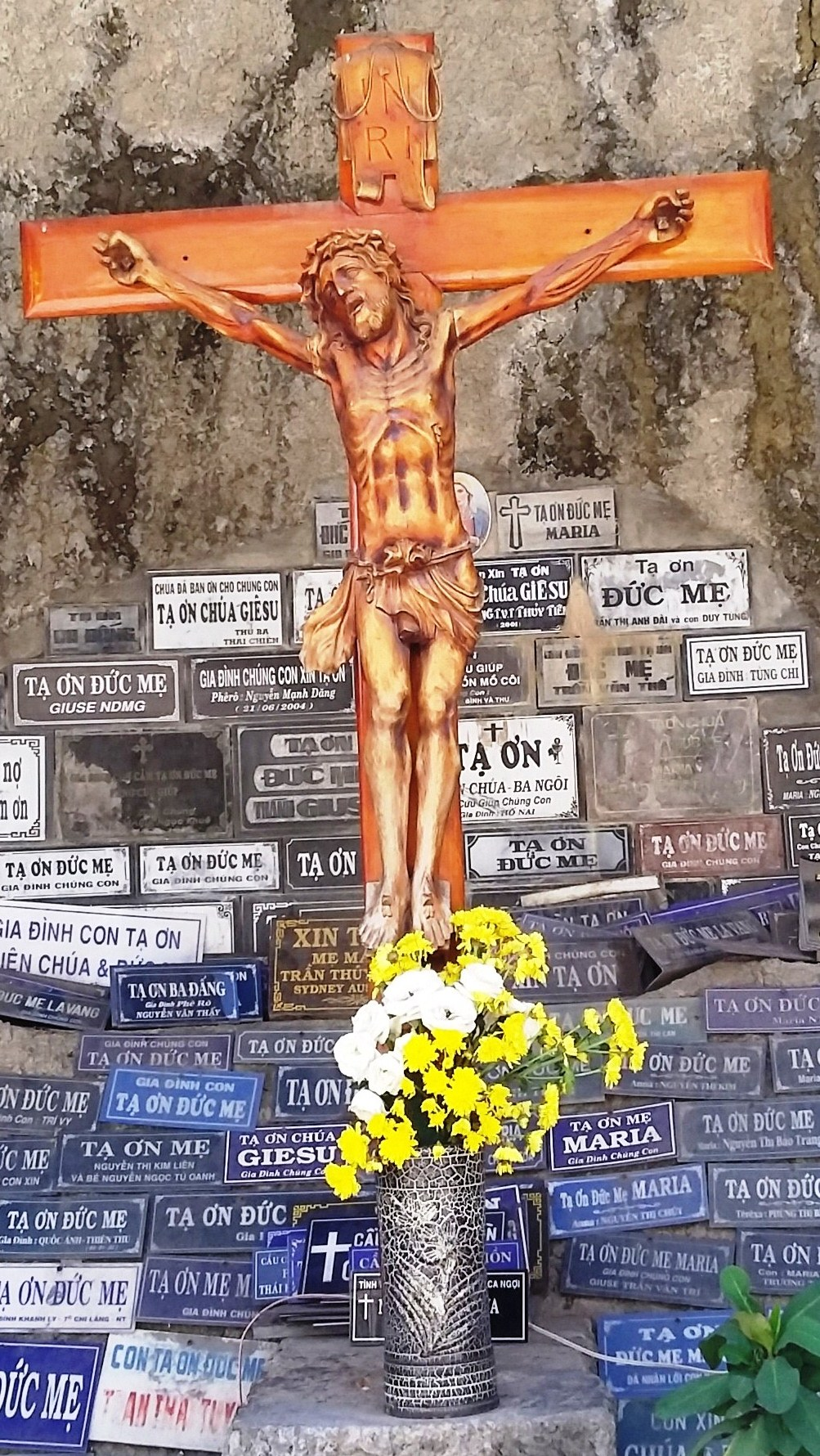
Tượng Chúa Giê-su trên cây Thánh Giá, một biểu tượng quan trọng của Kito giáo

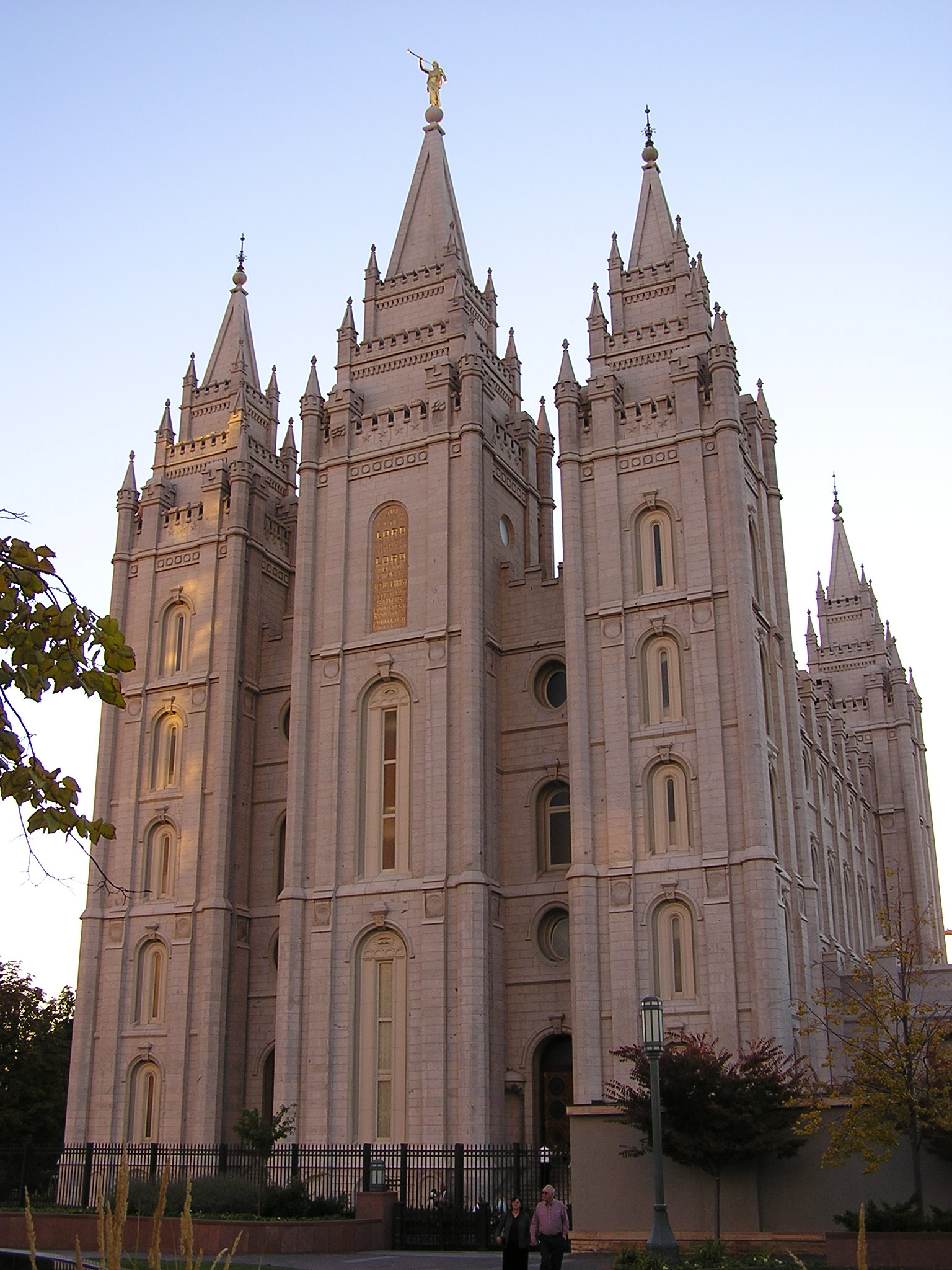
Đền thờ Salt Lake, biểu tượng của Giáo hội các Thánh hữu Ngày sau của Chúa Giêsu Kytô

Biểu tượng Cơ Đốc giáo (Christian symbolism) là việc Cơ Đốc giáo sử dụng các biểu tượng, bao gồm các cổ mẫu (ἄρχω/árkhō), hành vi, sự kiện, các tác phẩm nghệ thuật, các vật phẩm, thánh tích hoặc hành động với ý nghĩa bên trong nó thể hiện tư tưởng của đạo Cơ đốc. Biểu tượng của Giáo hội thời kỳ sơ khai có đặc điểm là chỉ những người theo đạo mới hiểu được, trong khi đó, đến thời kỳ mà sau khi Cơ đốc giáo được hợp pháp hóa ở Đế chế La Mã vào thế kỷ thứ IV, nhiều biểu tượng dễ nhận biết hơn đã được sử dụng. Cơ Đốc giáo đã vay mượn từ kho tàng các biểu tượng phổ quát quan trọng được biết đến trong hầu hết các thời kỳ và ở tất cả các khu vực trên thế giới.
Chỉ một số ít các giáo phái Cơ đốc giáo thực hành chủ nghĩa Aniconism (chống lại việc thờ ngẫu tượng) hoặc việc tránh hay cấm các loại hình tranh ảnh. Những giáo phái này bao gồm các giáo phái Kitô hữu Do Thái, cũng như một số giáo phái hiện đại như Baptists mà ở một mức độ nào đó không thích sử dụng các hình tượng làm biểu tượng vì trong Mười điều răn cấm thờ ngẫu tượng. Thánh Giá được xem như là hình ảnh tiêu biểu nhất liên hệ đến sự đóng đinh của Chúa Giêsu Kitô, là biểu tượng đặc trưng của các giáo hội Kitô giáo. Chúa Thánh Linh đã được thể hiện trong nghệ thuật Cơ Đốc giáo cả trong Giáo hội phương Đông và phương Tây bằng nhiều cách miêu tả khác nhau. Chúa Thánh Thần thường được mô tả như một con chim bồ câu, dựa trên lời tường thuật về Chúa Thánh Thần hiện xuống giống như một con chim bồ câu về việc Giêsu chịu phép rửa. 
Trong nhiều bức tranh về chủ đề Thiên sứ truyền tin cho Maria, Chúa Thánh Thần được thể hiện dưới hình dạng một con chim bồ câu, đang lao xuống phía Đức Mẹ với những chùm ánh sáng, như Tổng lãnh thiên thần Gabriel thông báo về Chúa Giê-su đến với Maria, con chim bồ câu cũng đã mang cành ô liu đến Nô-ê sau trận đại hồng thủy như một biểu tượng của hòa bình. Chúa Thánh Thần được biểu đạt trong nhiều món nghệ thuật khác nhau như cửa sổ kính màu và thư pháp. Chúa Ba Ngôi thường được thấy nhất trong nghệ thuật Cơ Đốc với Chúa Thánh Thần được tượng trưng bằng một con chim bồ câu và gần như luôn hiện diện với đôi cánh dang rộng, việc miêu tả sử dụng ba nhân vật này được nhân hóa thỉnh thoảng vẫn xuất hiện trong hầu hết các thời kỳ nghệ thuật. Hình tượng trưng cho Chúa Ba Ngôi, trong đó Đức Chúa Trời Cha đang giữ Đấng Christ bị đóng đinh và Đức Thánh Linh hiện ra như một con chim bồ câu.
Biểu trưng của các vị thánh Cơ đốc giáo đã được sử dụng ngay từ những ngày đầu của tôn giáo này. Mỗi vị thánh Công giáo được cho là đã có cả một cuộc đời mẫu mực và các biểu tượng đã được sử dụng để kể những câu chuyện này trong suốt lịch sử của Giáo hội. Theo truyền thống, một số vị thánh Cơ đốc được biểu thị bằng một biểu tượng hoặc mô típ mang tính biểu tượng gắn liền với cuộc đời của các vị ấy, được gọi là thuộc tính hoặc biểu tượng, để nhận ra họ. Việc nghiên cứu những hình tượng này là một phần của hình tượng học trong lịch sử nghệ thuật. Chúng đặc biệt được sử dụng để những người mù chữ có thể nhận ra một khung cảnh và để tô điểm cho mỗi vị Thánh một cái gì đó có cá tính trong nghệ thuật. Các thuộc tính thường thay đổi theo thời gian hoặc địa lý, đặc biệt là giữa Cơ đốc giáo phương Đông và phương Tây. Các hình ảnh chính thống thường chứa các ký tự khắc tên các vị thánh. Nhiều vị thánh nổi bật như Thánh Phêrô và Thánh sử Gioan cũng có thể được nhận ra qua kiểu khuôn mặt đặc biệt hoặc qua lòng bàn tay của người tử vì đạo.
Chủ nghĩa biểu tượng trong Giáo hội các Thánh hữu Ngày sau của Chúa Giêsu Kytô (Giáo hội Mặc Môn) viết tắt là LDS là cả quá trình theo đó các đồ vật hoặc hành động được quan tâm nhìn nhận với ý nghĩa bên trong nó thể hiện ý tưởng của Giáo hội. Do vị Thiên thần Moroni đóng vai trò chủ đạo trong việc trùng tu, hình ảnh thiên thần Moroni thổi kèn được sử dụng làm biểu tượng không chính thức của Nhà thờ LDS. Nhà thờ LDS và các thành viên đã áp dụng một số biểu tượng khác với những biểu tượng thường được sử dụng trong Cơ đốc giáo. Năm 2007, Nhà thờ LDS tuyên bố rằng hình ảnh thiên thần Moroni trong một quảng cáo đã vi phạm một trong các nhãn hiệu đã đăng ký của nhà thờ Hình ảnh của các ngôi đền, đặc biệt là Đền Salt Lake, thường được sử dụng trên các phương tiện truyền thông LDS như là biểu tượng của đức tin. Ngoài ra, các nhà lãnh đạo tinh thần của nhà thờ đã khuyến khích các thành viên treo hình ảnh các ngôi đền trên tường nhà của họ và nó đã trở thành một hiện tượng văn hóa đại chúng được mô tả ngay cả trong các ấn phẩm dành cho trẻ em.